# ریچارد لوکاس (ورزشکار)
ریچارد لوکاس (انگلیسی: Richard Lucas; ۲۷ ژوئیهٔ ۱۸۸۶ – ۲۹ مهٔ ۱۹۶۸) قایقران روئینگ اهل بریتانیا بود.